# Erwin Pektor
Erwin Pektor (* 15. August 1920 in Wien; † 22. Juli 1996) war ein österreichischer Speerwerfer.

## Leben
Erwin Pektor startete im Zweiten Weltkrieg für den Wiener AC und nach dem Krieg für den Wiener AF. Er war neunmal österreichischer Meister im Speerwurf (1940–1942, 1946–1948, 1952–1954). In den Siegerlisten wird er bis 1947 als Erwin Pektor geführt, ab 1948 als Dr. Erwin Pektor. Erwin Pektors 1945 geborener Sohn Walter Pektor wurde wie sein Vater neunmal österreichischer Meister im Speerwurf (1964–1968, 1971, 1974–1976). Bei den Deutschen Meisterschaften 1942 gewann Erwin Pektor auch den Titel des Deutschen Meisters, nachdem er 1941 bereits Dritter geworden war.
Erwin Pektor verbesserte 1939 und 1940 zweimal den österreichischen Rekord und wurde als Rekordhalter von Franz Bucher abgelöst. Am 1. September 1940 holte sich Erwin Pektor den Rekord zurück und verbesserte ihn noch zweimal. Seine Bestleistung von 70,68 Meter stellte er am 19. Juli 1942 in Wien auf. Diesen Rekord verbesserte sein Sohn am 24. Oktober 1964, der insgesamt zehn Rekorde aufstellte, zuletzt mit 82,16 Meter am 15. Oktober 1968 in Mexiko-Stadt. Bis zur Einführung des neuen Speers in den 1980er Jahren wurde dieser Rekord nicht überboten. Von 1940 (Franz Bucher) bis 1998 (Gregor Högler) warf kein Österreicher den Speer weiter als zunächst der Vater und dann der Sohn.
1948 bei den Olympischen Spielen in London war Erwin Pektor zwar gemeldet, trat aber nicht an. Zwei Jahre später bei den Europameisterschaften 1950 belegte Erwin Pektor den siebten Platz.
Erwin Pektor war Landarzt in Niederösterreich.